# Drepanosticta misoolensis
Drepanosticta misoolensis är en trollsländeart som beskrevs av Van Tol 2007. Drepanosticta misoolensis ingår i släktet Drepanosticta och familjen Platystictidae. Inga underarter finns listade i Catalogue of Life.